# مردم پیش‌ساخته
مردم پیش‌ساخته (به مجاری: Panelkapcsolat) فیلمی سیاه و سفید در ژانر درام به کارگردانی بلا تار محصول کشور مجارستان ساخته‌شده به سال ۱۹۸۲ است. گرچه این فیلم در سال ۱۹۸۲ ساخته شد اما تا تاریخ ۴ ژوئیه ۲۰۱۱ در روسیه به نمایش در نیامد. در جشنواره فیلم لوکارنو سال ۱۹۸۲ به این فیلم به طور ویژه‌ای اشاره شد. این اثر بسته به ورژن‌های مختلف، مدت زمان‌های متفاوتی دارد (۷۲ دقیقه، ۸۲ دقیقه، ۱۰۲ دقیقه). این کار با فیلم ۳۵ میلی‌متری ساخته شده است.